# Ižma
Ižma (rus. Ижма) je rijeke u ruskoj republici Komi, lijevi pritok rijeke Pečore.
Duga je 531 km, a površina njenog porječja je 31 tisuća km četvornih. Prosječni istjek, mjeren na 154 km od njena ušća je 203 metra prostorna u sekundi. Njena voda najvećim dijelom ima izvor u snijegu. Ižma se ledi sredinom studenoga, a odleđuje se sredinom svibnja.

## Porječje i tok rijeke
Izvire na jugu Timanskog grebena i teče prema sjeverozapadu, a najveće su joj pritoke, slijeva Uhta, a zdesna Ajuva i Sebisj.

## Vanjske poveznice
|  | Zajednički poslužitelj ima još gradiva o temi Ižma |